# Гречко Едуард Микитович
Едуард Микитович Гречко (народ. 2 травня 1941, с. Василівка (нині Вінницька область, Україна)) — вчений в галузі електротехніки та силових напівпровідникових приладів, професор, доктор технічних наук.

## Біографія
Народився в с. Василівка в сім'ї вчителя.
Почав навчання в Вінницькому педагогічному інституті, за фахом «вчитель фізики», в 1963 перевівся в Київський політехнічний інститут.
У 1967 році закінчив Радіотехнічний факультет Київського політехнічного інституту.
1967—1988 — працював в Інституті електродинаміки АН УРСР. У 1972 році захистив кандидатську дисертацію на тему «Підвищення якості вихідної напруги інвертора на основі широтно-імпульсної модуляції».
З 1988 очолив лабораторію автономних систем перетворення електроенергії в щойно створеному Інституті проблем енергозбереження АН УРСР. Ступінь доктора технічних наук отримав від ВАК СРСР після представлення та захисту в 1989 році дисертації «Автономні інвертори напруги модуляційного типу». Диплом професора в галузі електротехніки та силових напівпровідникових приладів був виданий в 1992 році кваліфікаційною комісією Міністерства освіти України.
У 1990—1993 професор кафедри промислової електроніки та електротехніки в Київському технологічному інститутів легкої промисловості (нині КНУТД).
З 1993 р професор за сумісництвом в Інституті електротехніки Факультету телекомунікації та електротехніки Сільськогосподарської Академії в місті Бидгощ (пол. Akademia Techniczno-Rolnicza w Bydgoszczy), Польща.
У 1994—2012 р обраний за конкурсом професор в Інституті інформатики та електроніки Зеленогурського Університету (пол. Uniwersytet Zielonogórski, раніше Зеленогурська політехніка), Зелена Гура, Польща.
З 1996 року Член Польського товариства теоретичної та прикладної електротехніки. Член Асоціації інженерів силової електроніки, МЕІ, Москва з 1999 року.

## Наукова діяльність
Основні праці Едуарда Микитовича присвячені дослідженню і розробці теорії, методів аналізу і синтезу силових пристроїв перетворювальної техніки модуляционного типу з широтно-імпульсної і амплітудно-імпульсної модуляціями, а також питанням проектування, моделювання, оптимізації та використання таких перетворювачів.
Останні роботи присвячені напрямками якісного перетворення електричної енергії в автономних системах електроживлення, що міститять пристрої перетворювальної техніки модуляционного типу.

## Наукові праці
Загальна кількість наукових публікацій за період роботи 1968—2012рр.: 268 публікацій, в тому числі 8 монографій, 1 підручник, 10 препринтів, 1 навчальний посібник, 71 патентів, 94 статей в наукових журналах, 72 рефератів представлених в матеріалах науково-технічних міжнародних і національних конференцій, 8 наукових звітів, 2 автореферати.

### Перелік монографій і підручників (повний)
1. Гречко Э. Н.. Тонкаль В. Е. Автономные инверторы модуляционного типа. — Киев: Наукова думка, 1983, 304с.[2]
2. Гречко Э. Н., Рядинских А. С. Анализ преобразовательных цепей и аппроксимация операторов. — Киев, Наукова думка, 1982, 224с.[3]
3. Тонкаль В Е., Гречко Э. Н., Бухинский В. И. Многофазные автономные инверторы напряжения с улучшенными характеристиками . — Киев, Наукова думка, 1980, 182с.[4]
4. Тонкаль В. Е., Гречко Э. Н., Кулешов Ю. Е. Оптимальный синтез автономных инверторов с амплитудно-импульсной модуляцией. — Киев, Наукова думка, 1987, 220с.[5]
5. Дмитриков В. Ф., Гречко Э. Н., Тонкаль В. Е., Островский М. Ю. Теория и методы анализа преобразователей частоты и ключевых генераторов. — Киев, Наукова думка, 1988, 314с.[6]
6. Атрощенко В. А., Гречко Э. Н., Кабанков Ю. А., Суртаев В. Д. Преобразователи электрической энергии в автономных системах электроснабжения. — Краснодар (Россия), 1991, 169с.
7. Greczko E., Gientkowski Z., Kurowski T. Półprzewodnikowe autonomiczne układy zasilania energią elektryczną prądu przemiennego. — Zielona Góra (Польща) WSInż., 1996, 211 с.[7]
8. Атрощенко В. А., Гречко Э. Н., Кулешов Ю. Е. Системы электроснабжения переменного тока с полупроводниковыми преобразователями. — Краснодар (Россия) Флер-1, 1997, 202 с.

Підручник: Паншин А. И., Атрощенко А. А., Гречко Э. Н., Чигликова Н. Д.- Основы теории электрических техники. Сборник упражнений и задач. -Краснодар (Россия), 1992, 167з.

## Участь в науково-дослідних проектах
1989—1992 — проект «Розробка напрямків підвищення ефективності автономних енергетичних систем зі статичними», який фінансується Академією наук України, Інститут проблем енергозбереження України;
1993—1996 — проект «Розробка науково-методичної оцінки електромагнітної сумісності в системах автономного електропостачання з напівпровідниковими перетворювачами», який фінансується Академією наук України, Інститут проблем енергозбереження України;
1992—1994 — проект «Розробка методів і засобів підвищення енергоефективності в автономних енергетичних системах для підприємств легкої промисловості» фінансований Державному комітетом з наукових досліджень програми України, Інститут проблем енергозбереження НАН України;
1993—1994 — «Schematy strukturalne automatycznych układów rezerwowego zasilania i ich synteza». — За грантом Grant KBN N0 PB1416 / 8/91, ATR в Бидгощі;
1995—1997 — «Zastosowanie, zasady budowy, algorytmy sterowania i analiza procesów elekromagnetycznych trójfazowych sterowników mocy prądu przemiennego ze sterowaniem impulsowym typu PWM». — За грантом Grant KBN N0 8T10A 032 09, WSInż. в Зеленій Гурі;
1998 — Студентський дослідний проект «Przekształtniki AC / AC typu modulacyjnego w układach stabilizacji napięcia miękkich sieci zasilających o poprawnych charakterystykach». — Науковий керівник, Зеленогурський університет.
2008—2009 — «Automatyczne testowanie urządzeń do pomiaru parametrów sieci energetycznej». Власне дослідження, Зеленогурський університет.

## Сім'я
Дружина Ірина Іванівна Бондаренко (народ. 1956) — інженер Інституту електродинаміки АН УРСР. Донька Анна Едуардівна Гречко (народ. 1990).